# Salima El Wadi
Salima El Wadi (arabe : سـلـيـمـة الـوادي) est une actrice tunisienne, connue pour son rôle de Nadia dans la série télévisée Naouret El Hawa.

## Filmographie

### Cinéma
- 2014 : Una storia sbagliata (it) de Gianluca Maria Tavarelli (it)

### Télévision
- 2012 : El Icha Fan d'Amine Chiboub
- 2014-2015 : Naouret El Hawa de Madih Belaïd : Nadia